# Finská rallye
Finská rallye (oficiální název Neste Rally Finland, dříve také Neste Oil Rally Finland; Suomen ralli, Finska rallyt), známá také pod dřívějším označením Rallye tisíce jezer, je soutěží v rallye, která se odehrává v centrálním Finsku. Rallye se odehrává na širokých a hladkých šotolinových cestách, většinou v lesích. Je známá vysokou obtížností zatáček a dlouhými skoky; zároveň se jedná o soutěž s nejvyšší průměrnou rychlostí ze soutěží Mistrovství světa v rallye a někdy je nazývána „Grand Prix v rallye“ nebo „Grand Prix na šotolině“.
Finská rallye patří mezi nejnavštěvovanější severské sportovní události, počet diváků překračuje statisíce. Rallye je také známá svou obtížností pro závodníky z jiných než severských zemí a v historii ji dokázalo vyhrát jen 7 závodníků, kteří nepocházeli z Finska nebo Švédska.
První ročník se uskutečnil v roce 1951 pod názvem Jyväskylän Suurajot (Grand Prix města Jyväskylä). Původně se jednalo o vytrvalostní soutěž v oblasti Laponska, ale později se její formát změnil podle ostatních rallye. Od roku 1959 je součástí Mistrovství Evropy a od roku 1973, kdy vznikl seriál World Rally Championship, je oblíbenou součástí Mistrovství světa.

## Vítězové

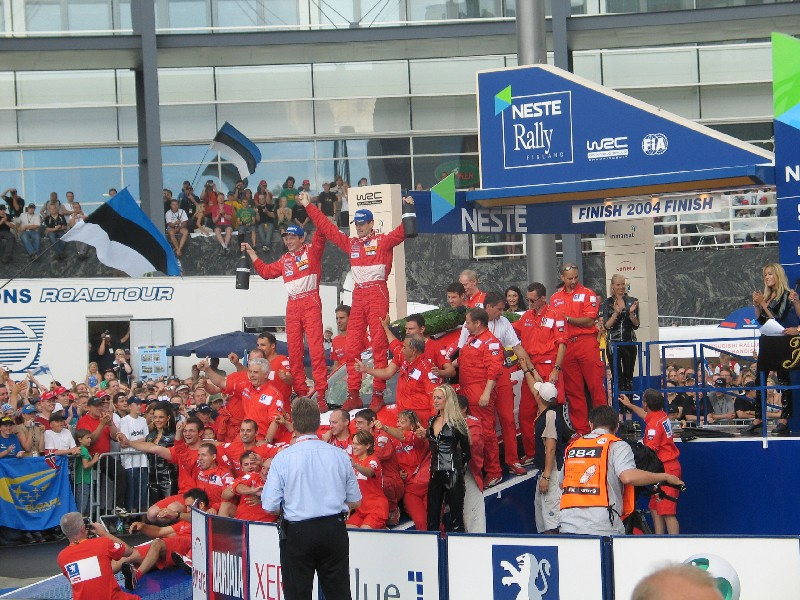
Marcus Grönholm a Peugeot Sport slaví vítězství v roce 2004

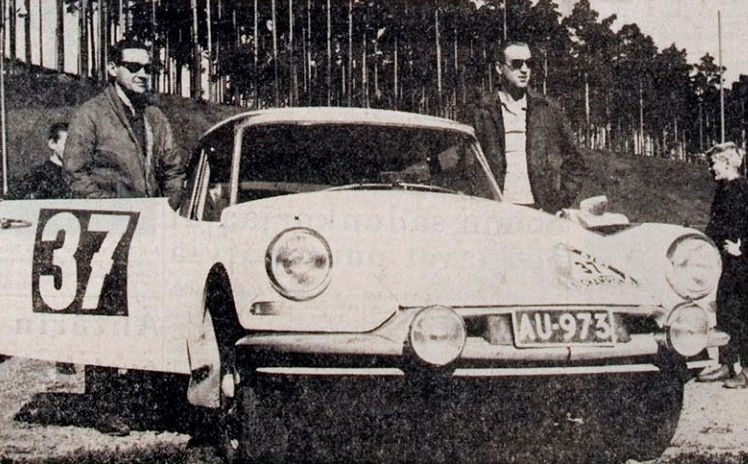
Pauli Toivonen, vítěz roku 1962, a jeho Citroën DS 19

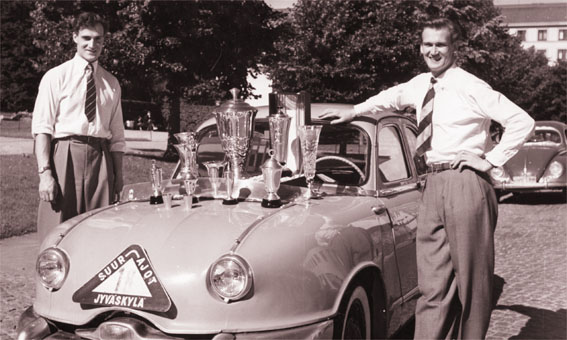
Bratři Kalpalové s trofejemi z roku 1954

| Ročník | Jezdec                            | Spolujezdec                       | Vůz                               | Výsledky                          |
| ------ | --------------------------------- | --------------------------------- | --------------------------------- | --------------------------------- |
| 1951   | Arvo Karlsson                     | Vilho Mattila                     | Austin Atlantic                   |                                   |
| 1952   | Eino Elo                          | Kai Nuortila                      | Peugeot 203                       |                                   |
| 1953   | Vilho Hietanen                    | Olof Hixén                        | Allard                            |                                   |
| 1954   | Osmo Kalpala                      | Eino Kalpala                      | Panhard Dyna Z                    |                                   |
| 1955   | Eino Elo                          | Kai Nuortila                      | Peugeot 403                       |                                   |
| 1956   | Osmo Kalpala                      | Eino Kalpala                      | DKW F93                           |                                   |
| 1957   | Erik Carlsson                     | Mario Pavoni                      | Saab 93                           |                                   |
| 1958   | Osmo Kalpala                      | Eino Kalpala                      | Alfa Romeo Giulietta TI           |                                   |
| 1959   | Gunnar Callbo                     | Väinö Nurmimaa                    | Volvo PV 544                      |                                   |
| 1960   | Carl-Otto Bremer                  | Juhani Lampi                      | Saab 96                           |                                   |
| 1961   | Rauno Aaltonen                    | Väinö Nurmimaa                    | Mercedes-Benz 220 SE              |                                   |
| 1962   | Pauli Toivonen                    | Jaakko Kallio                     | Citroën DS19                      |                                   |
| 1963   | Simo Lampinen                     | Jyrki Ahava                       | Saab 96 Sport                     |                                   |
| 1964   | Simo Lampinen                     | Jyrki Ahava                       | Saab 96 Sport                     |                                   |
| 1965   | Timo Mäkinen                      | Pekka Keskitalo                   | Mini Cooper S                     |                                   |
| 1966   | Timo Mäkinen                      | Pekka Keskitalo                   | Mini Cooper S                     |                                   |
| 1967   | Timo Mäkinen                      | Pekka Keskitalo                   | Mini Cooper S                     |                                   |
| 1968   | Hannu Mikkola                     | Anssi Järvi                       | Ford Escort TC                    |                                   |
| 1969   | Hannu Mikkola                     | Anssi Järvi                       | Ford Escort TC                    |                                   |
| 1970   | Hannu Mikkola                     | Gunnar Palm                       | Ford Escort TC                    |                                   |
| 1971   | Stig Blomqvist                    | Arne Hertz                        | Saab 96 V4                        |                                   |
| 1972   | Simo Lampinen                     | Klaus Sohlberg                    | Saab 96 V4                        |                                   |
| 1973   | Timo Mäkinen                      | Henry Liddon                      | Ford Escort RS1600                | Výsledky                          |
| 1974   | Hannu Mikkola                     | John Davenport                    | Ford Escort RS1600                | Výsledky                          |
| 1975   | Hannu Mikkola                     | Atso Aho                          | Toyota Corolla                    | Výsledky                          |
| 1976   | Markku Alén                       | Ilkka Kivimäki                    | Fiat 131 Abarth                   | Výsledky                          |
| 1977   | Kyösti Hämäläinen                 | Martti Tiukkanen                  | Ford Escort RS1800                | Výsledky                          |
| 1978   | Markku Alén                       | Ilkka Kivimäki                    | Fiat 131 Abarth                   | Výsledky                          |
| 1979   | Markku Alén                       | Ilkka Kivimäki                    | Fiat 131 Abarth                   | Výsledky                          |
| 1980   | Markku Alén                       | Ilkka Kivimäki                    | Fiat 131 Abarth                   | Výsledky                          |
| 1981   | Ari Vatanen                       | David Richards                    | Ford Escort RS1800                | Výsledky                          |
| 1982   | Hannu Mikkola                     | Arne Hertz                        | Audi Quattro                      | Výsledky                          |
| 1983   | Hannu Mikkola                     | Arne Hertz                        | Audi Quattro A2                   | Výsledky                          |
| 1984   | Ari Vatanen                       | Terry Harryman                    | Peugeot 205 Turbo 16              | Výsledky                          |
| 1985   | Timo Salonen                      | Seppo Harjanne                    | Peugeot 205 Turbo 16 E2           | Výsledky                          |
| 1986   | Timo Salonen                      | Seppo Harjanne                    | Peugeot 205 Turbo 16 E2           | Výsledky                          |
| 1987   | Markku Alén                       | Ilkka Kivimäki                    | Lancia Delta HF 4WD               | Výsledky                          |
| 1988   | Markku Alén                       | Ilkka Kivimäki                    | Lancia Delta Integrale            | Výsledky                          |
| 1989   | Mikael Ericsson                   | Claes Billstam                    | Mitsubishi Galant VR-4            | Výsledky                          |
| 1990   | Carlos Sainz                      | Luis Moya                         | Toyota Celica GT-Four ST165       | Výsledky                          |
| 1991   | Juha Kankkunen                    | Juha Piironen                     | Lancia Delta Integrale 16V        | Výsledky                          |
| 1992   | Didier Auriol                     | Bernard Occelli                   | Lancia Delta HF Integrale         | Výsledky                          |
| 1993   | Juha Kankkunen                    | Denis Giraudet                    | Toyota Celica Turbo 4WD           | Výsledky                          |
| 1994   | Tommi Mäkinen                     | Seppo Harjanne                    | Ford Escort RS Cosworth           | Výsledky                          |
| 1995   | Tommi Mäkinen                     | Seppo Harjanne                    | Mitsubishi Lancer Evolution III   | Výsledky[A]                       |
| 1996   | Tommi Mäkinen                     | Seppo Harjanne                    | Mitsubishi Lancer Evolution III   | Výsledky                          |
| 1997   | Tommi Mäkinen                     | Seppo Harjanne                    | Mitsubishi Lancer Evolution IV    | Výsledky                          |
| 1998   | Tommi Mäkinen                     | Risto Mannisenmäki                | Mitsubishi Lancer Evolution V     | Výsledky                          |
| 1999   | Juha Kankkunen                    | Juha Repo                         | Subaru Impreza WRC 99             | Výsledky                          |
| 2000   | Marcus Grönholm                   | Timo Rautiainen                   | Peugeot 206 WRC                   | Výsledky                          |
| 2001   | Marcus Grönholm                   | Timo Rautiainen                   | Peugeot 206 WRC                   | Výsledky                          |
| 2002   | Marcus Grönholm                   | Timo Rautiainen                   | Peugeot 206 WRC                   | Výsledky                          |
| 2003   | Markko Märtin                     | Michael Park                      | Ford Focus RS WRC 03              | Výsledky                          |
| 2004   | Marcus Grönholm                   | Timo Rautiainen                   | Peugeot 307 WRC                   | Výsledky                          |
| 2005   | Marcus Grönholm                   | Timo Rautiainen                   | Peugeot 307 WRC                   | Výsledky                          |
| 2006   | Marcus Grönholm                   | Timo Rautiainen                   | Ford Focus RS WRC 06              | Výsledky                          |
| 2007   | Marcus Grönholm                   | Timo Rautiainen                   | Ford Focus RS WRC 07              | Výsledky                          |
| 2008   | Sébastien Loeb                    | Daniel Elena                      | Citroën C4 WRC                    | Výsledky                          |
| 2009   | Mikko Hirvonen                    | Jarmo Lehtinen                    | Ford Focus RS WRC 09              | Výsledky                          |
| 2010   | Jari-Matti Latvala                | Miikka Anttila                    | Ford Focus RS WRC 09              | Výsledky                          |
| 2011   | Sébastien Loeb                    | Daniel Elena                      | Citroën DS3 WRC                   | Výsledky                          |
| 2012   | Sébastien Loeb                    | Daniel Elena                      | Citroën DS3 WRC                   | Výsledky                          |
| 2013   | Sébastien Ogier                   | Julien Ingrassia                  | Volkswagen Polo R WRC             | Výsledky                          |
| 2014   | Jari-Matti Latvala                | Miikka Anttila                    | Volkswagen Polo R WRC             | Výsledky                          |
| 2015   | Jari-Matti Latvala                | Miikka Anttila                    | Volkswagen Polo R WRC             | Výsledky                          |
| 2016   | Kris Meeke                        | Paul Nagle                        | Citroën DS3 WRC                   | Výsledky                          |
| 2017   | Esapekka Lappi                    | Janne Ferm                        | Toyota Yaris WRC                  | Výsledky                          |
| 2018   | Ott Tänak                         | Martin Järveoja                   | Toyota Yaris WRC                  | Výsledky                          |
| 2019   | Ott Tänak                         | Martin Järveoja                   | Toyota Yaris WRC                  | Výsledky                          |
| 2020   | Zrušena kvůli pandemii covidu-19. | Zrušena kvůli pandemii covidu-19. | Zrušena kvůli pandemii covidu-19. | Zrušena kvůli pandemii covidu-19. |
| 2022   | Ott Tänak                         | Martin Järveoja                   | Hyundai i20 N Rally1              | Výsledky                          |